# Paul Shanley
Paul Shanley (25. ledna 1931 Boston – 28. října 2020 Ware) byl katolický kněz v bostonské arcidiecézi. V roce 2005 byl odsouzen za znásilnění několika nezletilých k 12 až 15 letům vězení a zbaven kněžské funkce. 28. července 2017 byl ve věku 86 let propuštěn z vězení, jako registrovaný sexuální násilník.